# Johann Christoph Friedrich Bach
Johann Christoph Friedrich Bach (21 de juny de 1732 - 26 de gener de 1795) fou un músic alemany, el novè fill de Johann Sebastian Bach i d'Anna Magdalena Bach. També és conegut com "el Bach de Bückeburg".

## Biografia
Va néixer a Leipzig, quan el seu pare era Kantor a l'Escola de Sant Tomàs, escola adjacent a l'Església de Sant Tomàs (Thomaskirche). Va estudiar a la mateixa escola, i va fer música i composició amb el seu pare i també va aprendre del seu cosí, Johann Elias Bach. Quan aquest va morir, el 1750, va ser nomenat clavecinista de la cort del Comte Guillem de Schaumburg-Lippe a Bückeburg (actualment a la Baixa Saxònia), i el 1759, va convertir-se en mestre de concerts (Konzertmeister) tenint com a director Franz Christoph Neubauer. Estant a Bückeburg va coincidir amb Johann Gottfried Herder, el qual li proporcionà el text per a sis obres vocals, de les quals només ens n'han arribat quatre.
El 1755 es casà amb Lucia Elisabeth Munchhusen (1728-1803) i el comte va ser el padrí del seu primer fill, Wilhelm Friedrich Ernst Bach. Educà el seu fill en la música com havia fet el seu pare, i Wilhelm Friedrich Ernst arribaria a convertir-se en director de música de Frederic Guillem II de Prússia.
L'abril de 1778 ell i el seu fill Wilhelm van viatjar a Anglaterra per visitar Johann Christian Bach. Va morir a Bückeburg el 26 de gener de 1795.

## Estil i obra
Tot i que a la cort hi havia molta influència de la música italiana, en la seva música es poden reconèixer elements estilístics del i del seu germà Johann Christian, del seu germanastre C. P. E. Bach, de Telemann, confluint elements del final del barroc, de l'estil galant i alguns trets del naixent estil clàssic.
Va compondre, entre altres coses, sonates, simfonies, cantates, oratoris, motets, música de cambra, òperes. Una part important de la seva obra es va perdre durant la Segona Guerra Mundial, en un bombardeig sobre el Staatliches Institut für Musikforschung de Berlín.